# Gołuń (województwo wielkopolskie)
Gołuń – wieś w Polsce położona w województwie wielkopolskim, w powiecie poznańskim, w gminie Pobiedziska. Należy do sołectwa Bociniec.
W latach 1975–1998 miejscowość administracyjnie należała do województwa poznańskiego.
We wsi znajdują się szczątki zabytkowego dworu, z XIX wieku. Właściciele pochowani są w grobowcu na terenie cmentarza w Pobiedziskach.